# Platypalpus nigricoxa
Platypalpus nigricoxa är en tvåvingeart som först beskrevs av Josef Mik 1884.  Platypalpus nigricoxa ingår i släktet Platypalpus och familjen puckeldansflugor. Arten är reproducerande i Sverige. Inga underarter finns listade i Catalogue of Life.